# Rudi Vata
Rudi Vata (Shkodër, Albània, 13 de febrer de 1969) és un exfutbolista albanès. Va disputar 59 partits amb la selecció d'Albània.